# Ceratina ahngeri
Ceratina ahngeri är en biart som beskrevs av Kokujev 1905. Ceratina ahngeri ingår i släktet märgbin, och familjen långtungebin. Inga underarter finns listade i Catalogue of Life.